# Sân bay Bahir Dar
Sân bay Bahir Dar (IATA: BJR, ICAO: HABD) là một sân bay kết hợp dân sự–quân sự gần Bahir Dar, vùng Amhara, Ethiopia. Nó nằm cách thành phố 8 km về phía tây, trên bờ hồ Tana.

## Hãng hàng không và điểm đến
| Hãng hàng không    | Các điểm đến          |
| ------------------ | --------------------- |
| Ethiopian Airlines | Addis Ababa, Lalibela |

## Tai nạn và sự cố
- Vào ngày 11 tháng 1 năm 1981, một chiếc máy bay của hãng Ethiopian Airlines đã không thể hoạt động khi thiết bị hạ cánh bị hư hại gần Bahir Dar.[4]
- Vào ngày 15 tháng 9 năm 1988, một chiếc máy bay khác đã hút nhầm chim bồ câu vào động cơ nên buộc phải hạ cánh khẩn cấp tại Bahir Dar. Trong quá trình hạ cánh, 35 hành khách đã thiệt mạng.